# Famille Adam (Champagne)
Pour les articles homonymes, voir Famille Adam.
La famille Adam est une ancienne famille bourgeoise française, originaire de Champagne, dont plusieurs membres se sont illustrés sous l'Ancien Régime.

## Historique
La famille Adam est une ancienne famille bourgeoise française, originaire de Champagne.
Sa filiation est connue à partir de Pierre Adam, né vers 1614, Avocat en parlement en 1639,.

## Liens de filiation entre les personnalités notoires
- Pierre Adam (1614-1660), avocat en parlement, seigneur de Sommerécourt, receveur de la Taille à Châlons en Champagne, épouse Marguerite Dehée (1619-1667)
  - Charles Henri Adam (1643-1709) Branche aînée, avocat en parlement à Châlons, lieutenant criminel au présidial de Châlons et subdélégué de l'Intendant de Champagne, épouse Marguerite de Morgnival (1643-1713)
    - Joseph Adam, jésuite, poète et auteur d'un livre de réfutation contre Calvin, Docteur en théologie à l’Université épiscopale, recteur des collèges de Châlons et de Reims et préfet des études au collège de Strasbourg[3],[4]
    - Marguerite Françoise Adam, épouse Jean Rampont, de l’Université de Pont-à-Mousson, avocat au Parlement de Metz, prévôt royal de la ville d’Etain, procureur et conseiller du duc de Lorraine
      - Nicolas Joseph Rampont, écuyer, sieur de Surville, Procureur général  du Conseil souverain de la Martinique

    - Charles Henri Adam (1667-1729), avocat en Parlement à Paris et Conseiller du roi, épouse Anne Marguerite Mignard (1690-1737), fille de Paul Mignard, peintre du Roi, membre de l’Académie royale de peinture et de sculpture[5]
      - Marie Elisabeth Adam, épouse Louis Marguerite Viot, écuyer, commissaire de l'Artillerie, lieutenant-colonel du Corps royal d'artillerie, chevalier de Saint-Louis
      - Jean Edmé Adam (1708-1771[6]), avocat en parlement à Paris, secrétaire interprète du roi en grec et en latin, secrétaire de Monseigneur le Comte d'Argenson (Ministre et Secrétaire d'Etat), épouse Marie Anne Mélanie Regnault, fille de Jacques Regnault, officier du Gobelet du Roi
      - Jacques Charles Adam des Maisons, décédé après 1771, Bourgeois de Paris, sieur des Maisons
      - Pierre Charles Adam des Vaudancourt, décédé après 1771, Sieur de Vaudancourt, Commis à la Marine

  - Jean Adam (1648-1713), branche cadette de Sommerécourt, Avocat en parlement, seigneur de Sommerécourt, commissaire des vivres à Strasbourg, bailli de Chaource, lieutenant de la Maréchaussée de France, épouse Oudette Marie Denise, fille de Pierre Denise, avocat au Parlement, maître des Eaux et Forêts au bailliage de Troyes, lieutenant en la prévôté de Troyes, Conseiller du Roi et Maire de Troyes
    - Jean Baptiste Adam de Sommerécourt (1676-1740), écuyer, seigneur de Sommerécourt, Capitaine au régiment de la Reine, Conseiller du roi et Lieutenant de la Maréchaussée de France, épouse Marie Anne Jourdain, fille de Jean Jourdain, avocat en Parlement, Conseiller du roi à Châlons en Champagne
      - Jean François Adam de Sommerécourt (1702-1752), seigneur de Sommerécourt, Chevalier de l’ordre de Saint Louis, Ingénieur en chef du Roi à Huningue et Landskron
      - Jean Jérémie Adam des Macaires (1715-1787), écuyer, seigneur de Sommerécourt et Sieur des Macaires
      - Joseph Pierre Adam de Sommerécourt (1709-1767), écuyer, seigneur de Sommerécourt et de Tirois, épouse Anne de la Motte du Portail, fille de Cyprien Lambert de la Motte du Portail, seigneur du Pont-Muzard
        - Louise Julienne Adam de Sommerécourt (1751-1804), épouse Pierre François Bonjour Duvivier (1752-1842), seigneur de Sommerécourt, officier du Point d’honneur, secrétaire des Maréchaux de France, maire de Dampierre-le-Château
        - Norbert René Adam de Sommerécourt (1755-1815), religieux trappiste et homme de lettres[7]
          - Claude Placide Adam de Sommerécourt (1800-1841), sergent au 1er bataillon du corps des Zouaves, chevalier de la Légion d’honneur en 1841[8]

## Armes
- D'argent, au pommier de sinople, fruité de gueules.[9]
- D'argent, au pommier de sinople, fruité de gueules, accolé d'un serpent d'azur, tenant une pomme de gueules., pour la branche de Charles Henri Adam (1643-1709).